# Ali Ben Ibrahim Al Andaloussi
 (décembre 2017).
 (janvier 2018).
Ali Ben Ibrahim Al Andaloussi (décédé en 1654) est un grand médecin enseignant de médecine marocain du temps de la dynastie des Saadiens. Il a écrit plusieurs urjuza (épîtres), dont Urjuza sur les fruits d'été et d'automne.
- Urjuza sur le traitement des maladies des yeux où sont énumérés 23 médicaments pour les affections des yeux.
- Les herbes et leurs caractéristiques dans le traitement des maladies qui sont classées par ordre alphabétique[1].